# Danh sách doanh nghiệp lớn nhất Đài Loan
Bài này liệt kê danh sách các công ty lớn nhất tại Đài Loan về các mặt doanh thu, lợi nhuận thuần, tổng tài sản, chiếu theo các tạp chí kinh doanh của Mỹ là Fortune và Forbes.

## Danh sách củaFortunenăm 2020
Danh sách dưới đây hiển thị tất cả 9 công ty Đài Loan nằm trong bảng xếp hạng Fortune Global 500, chuyên xếp thứ hạng các doanh nghiệp lớn nhất thế giới theo doanh thu hàng năm. Số liệu bên dưới được tính bằng đơn vị triệu đô la Mỹ và thống kê theo năm tài khóa 2019. Ngoài ra bảng danh sách còn liệt kê địa điểm đặt trụ sở, lợi nhuận thuần, số lượng nhân viên trên toàn thế giới cũng như lĩnh vực ngành nghề của mỗi công ty.
     Công ty gia đình

     Doanh nghiệp nhà nước

     Các doanh nghiệp khác
| Thứ hạng | Thứ hạng trên Fortune 500 | Tên công ty                                                 | Ngành kinh doanh | Doanh thu (triệu đô la Mỹ) | Lợi nhuận (triệu đô la Mỹ) | Số nhân sự | Trụ sở   |
| -------- | ------------------------- | ----------------------------------------------------------- | ---------------- | -------------------------- | -------------------------- | ---------- | -------- |
| 1        | 26                        | Công ty TNHH Cổ phần Công nghiệp Chính xác Hồng Hải         | Điện tử          | 172.869                    | 3.731                      | 757.404    | Tân Bắc  |
| 2        | 269                       | Pegatron                                                    | Điện tử          | 44.207                     | 625                        | 172.995    | Đài Bắc  |
| 3        | 362                       | Công ty TNHH Cổ phần Sản xuất chế tạo Chất bán dẫn Đài Loan | Bán dẫn          | 34.620                     | 11.452                     | 51.297     | Tân Trúc |
| 4        | 374                       | Tổng công ty Tài chính Quốc Thái                            | Ngân hàng        | 33.511                     | 2.031                      | 56.764     | Đài Bắc  |
| 5        | 377                       | Quanta Computer                                             | Điện tử          | 33.313                     | 516                        | 77.930     | Đào Viên |
| 6        | 396                       | Compal Electronics                                          | Điện tử          | 31.723                     | 225                        | 81.743     | Đài Bắc  |
| 7        | 403                       | Tập đoàn Tài chính Phú Bang                                 | Bảo hiểm         | 31.013                     | 1.893                      | 44.388     | Đài Bắc  |
| 8        | 409                       | CPC Corporation                                             | Dầu khí          | 30.546                     | 1.050                      | 15.836     | Cao Hùng |
| 9        | 452                       | Wistron                                                     | Điện tử          | 28.416                     | 220                        | 70.286     | Đài Bắc  |

## Danh sách củaForbesnăm 2020
Bảng danh sách này dựa trên bảng xếp hạng Forbes Global 2000, chuyên xếp thứ hạng 2.000 công ty thương mại đại chúng lớn nhất thế giới. Danh sách của Forbes xét đến vô số các yếu tố, trong đó phải kể đến doanh thu, lợi nhuận thuần, tổng tài sản và giá trị thị trường của mỗi doanh nghiệp; mỗi yếu tố được cho dưới thứ hạng có đong đếm về tầm quan trọng khi xem xét thứ hạng tổng thể. Ngoài ra bảng bên dưới cũng liệt kê địa điểm đặt trụ sở và lĩnh vực ngành nghề của mỗi công ty. Số liệu được tính bằng đơn vị tỷ đô la Mỹ và được thống kê theo năm 2019. Tất cả 43 công ty của Đài Loan nằm trong bảng xếp hạng Forbes 2000 cũng được liệt kê ở đây.
     Công ty gia đình

     Các doanh nghiệp khác
| Thứ hạng | Thứ hạng trên Forbes 2000 | Tên công ty                          | Trụ sở    | Doanh thu (tỷ đô la Mỹ) | Lợi nhuận (tỷ đô la Mỹ) | Tổng tài sản (tỷ đô la Mỹ) | Giá trị (tỷ đô la Mỹ) | Ngành kinh doanh   |
| -------- | ------------------------- | ------------------------------------ | --------- | ----------------------- | ----------------------- | -------------------------- | --------------------- | ------------------ |
| 1        | 108                       | Taiwan Semiconductor Manufacturing   | Đài Bắc   | 37.8                    | 13.0                    | 77.5                       | 265.5                 | Bán dẫn            |
| 2        | 121                       | Hon Hai Precision Industry           | Tân Bắc   | 172.8                   | 3.7                     | 110.8                      | 35.9                  | Điện tử            |
| 3        | 250                       | Cathay Financial Holding             | Đài Bắc   | 24.2                    | 2.0                     | 335.5                      | 17.7                  | Ngân hàng          |
| 4        | 272                       | Fubon Financial Holding Co.          | Đài Bắc   | 33.3                    | 1.9                     | 284.6                      | 14.6                  | Bảo hiểm           |
| 5        | 398                       | CTBC Financial Holding               | Đài Bắc   | 14.1                    | 1.4                     | 207.5                      | 13.1                  | Tài chính          |
| 6        | 607                       | Formosa Petrochemical                | Mạch Liêu | 20.9                    | 1.2                     | 13.3                       | 28.7                  | Dầu khí            |
| 7        | 730                       | Mega Financial Holding               | Đài Bắc   | 3.3                     | 0.9                     | 122.9                      | 13.8                  | Tài chính          |
| 8        | 765                       | Formosa Chemicals                    | Đài Bắc   | 10.2                    | 1.0                     | 18.4                       | 14.9                  | Hóa chất           |
| 9        | 798                       | Shin Kong Financial                  | Đài Bắc   | 15.6                    | 0.5                     | 132.8                      | 3.7                   | Bảo hiểm           |
| 10       | 802                       | Nan Ya Plastics                      | Đài Bắc   | 9.3                     | 0.7                     | 18.5                       | 17.7                  | Hóa chất           |
| 11       | 808                       | Chunghwa Telecom                     | Đài Bắc   | 6.6                     | 1.1                     | 15.9                       | 28.6                  | Viễn thông         |
| 12       | 835                       | Quanta Computer                      | Đào Viên  | 33.3                    | 0.5                     | 20.5                       | 8.4                   | Điện tử            |
| 13       | 837                       | Formosa Plastics Corp                | Cao Hùng  | 6.7                     | 1.2                     | 16.6                       | 18.8                  | Hóa chất           |
| 14       | 844                       | Uni-President Enterprises            | Đài Nam   | 14.5                    | 0.6                     | 15.9                       | 13.3                  | Chế biến thực phẩm |
| 15       | 870                       | MediaTek                             | Tân Trúc  | 8.0                     | 0.7                     | 15.3                       | 22.1                  | Bán dẫn            |
| 16       | 876                       | ASE Group                            | Cao Hùng  | 13.7                    | 0.6                     | 18.9                       | 9.6                   | Bán dẫn            |
| 17       | 900                       | Pegatron                             | Đài Bắc   | 44.2                    | 0.6                     | 19.0                       | 5.8                   | Điện tử            |
| 18       | 901                       | E.SUN Commercial Bank                | Đài Bắc   | 2.6                     | 0.7                     | 83.3                       | 10.7                  | Ngân hàng          |
| 19       | 940                       | First Financial Holding              | Đài Bắc   | 3.1                     | 0.6                     | 107.0                      | 9.2                   | Ngân hàng          |
| 20       | 976                       | China Development Financial          | Đài Bắc   | 12.4                    | 0.4                     | 101.0                      | 4.4                   | Tài chính          |
| 21       | 986                       | Taiwan Cooperative Bank              | Đài Bắc   | 3.1                     | 0.6                     | 124.7                      | 8.8                   | Ngân hàng          |
| 22       | 1012                      | China Life Insurance (Đài Loan)      | Đài Bắc   | 11.8                    | 0.4                     | 66.7                       | 3.1                   | Bảo hiểm           |
| 23       | 1074                      | Yuanta Financial Holding             | Đài Bắc   | 4.1                     | 0.7                     | 80.5                       | 6.7                   | Tài chính          |
| 24       | 1079                      | Hua Nan Financial                    | Đài Bắc   | 2.7                     | 0.5                     | 91.1                       | 8.0                   | Tài chính          |
| 25       | 1092                      | Delta Electronics                    | Đài Bắc   | 8.8                     | 0.7                     | 10.1                       | 12.2                  | Điện tử            |
| 26       | 1126                      | China Steel                          | Cao Hùng  | 11.8                    | 0.3                     | 22.2                       | 10.4                  | Thép               |
| 27       | 1181                      | Largan Precision                     | Đài Trung | 2.1                     | 1.0                     | 5.4                        | 18.5                  | Điện tử            |
| 28       | 1241                      | Shanghai Commercial and Savings Bank | Đài Bắc   | 2.0                     | 0.5                     | 69.2                       | 6.6                   | Ngân hàng          |
| 29       | 1404                      | Chang Hwa Bank                       | Đài Trung | 1.6                     | 0.4                     | 71.2                       | 6.6                   | Ngân hàng          |
| 30       | 1427                      | Taishin Financial Holdings           | Đài Bắc   | 2.1                     | 0.5                     | 67.8                       | 4.6                   | Tài chính          |
| 31       | 1558                      | Compal Electronics                   | Đài Bắc   | 31.7                    | 0.2                     | 12.8                       | 2.8                   | Điện tử            |
| 32       | 1569                      | Bank SinoPac                         | Đài Bắc   | 1.8                     | 0.4                     | 61.2                       | 4.6                   | Ngân hàng          |
| 33       | 1580                      | Mercuries & Associates               | Đài Bắc   | 6.8                     | 0.1                     | 42.8                       | 0.6                   | Bán lẻ             |
| 34       | 1590                      | President Chain Store                | Đài Bắc   | 8.3                     | 0.3                     | 6.5                        | 10.8                  | Bán lẻ             |
| 35       | 1615                      | Taiwan Cement                        | Đài Bắc   | 4.0                     | 0.8                     | 12.3                       | 7.9                   | Vật liệu xây dựng  |
| 36       | 1634                      | Wistron                              | Tân Trúc  | 28.4                    | 0.2                     | 11.5                       | 2.7                   | Điện tử            |
| 37       | 1661                      | Hotai Motor                          | Đài Bắc   | 6.9                     | 0.4                     | 8.5                        | 10.2                  | Ô tô               |
| 38       | 1779                      | Taiwan Business Bank                 | Đài Bắc   | 1.2                     | 0.2                     | 58.3                       | 2.6                   | Ngân hàng          |
| 39       | 1792                      | Far Eastern New Century              | Đài Bắc   | 8.1                     | 0.3                     | 19.2                       | 4.7                   | Tập đoàn           |
| 40       | 1822                      | WPG Holdings                         | Đài Bắc   | 17.1                    | 0.2                     | 7.7                        | 2.2                   | Điện tử            |
| 41       | 1848                      | Inventec                             | Đài Bắc   | 16.2                    | 0.2                     | 6.4                        | 2.8                   | Điện tử            |
| 42       | 1850                      | Asus                                 | Đài Bắc   | 11.4                    | 0.4                     | 11.7                       | 5.1                   | Điện tử            |
| 43       | 1938                      | Pou Chen Corporation                 | Đài Trung | 10.1                    | 0.4                     | 12.1                       | 2.8                   | Hàng hóa tiêu dùng |